# Hadronyche tambo
Hadronyche tambo is een spinnensoort uit de familie Atracidae. De soort komt voor in  Victoria.